# Sulfito ácido de calcio
El Sulfito ácido de calcio (denominado también como bisulfito de calcio) es  una sal ácida sódica del sulfito. Se suele emplear en la industria del papel. En la industria alimentaria se emplea como conservante y aparece como código E 227. Suele emplearse igualmente como un agente espesante que evita la fermentación.

## Propiedades
El bisulfito cálcico tiene la apariencia de un polvo blanco, al ser una sal ácida se comporta en disoluciones como un ácido. En solución se comporta como un fluido amarillo/verdoso con olor sulfuroso (a dióxido de azufre). En medios ácidos forma ácido sulfuroso que finalmente actúa como un conservante.

## Usos
Se suele emplear como conservante en la industria alimentaria. En las conservas de verduras suele proporcionar firmeza. Se suele emplear principalmente en la producción de la cerveza. Se suele emplear en la industria papelera debido a que aporta iones calcio Ca++ que reaccionan con la lignina de la madera haciendo que sea más soluble en agua. 

## Salud
Aquellas personas que son sensibles a los sulfitos, deberían evitar este y otros conservantes de la familia (sulfitos rango: E221 - 228 ). Tras su ingesta es excretado por la orina, no llegando a almacenarse en parte alguna del cuerpo. 